# 赤坂 (東京都港区)

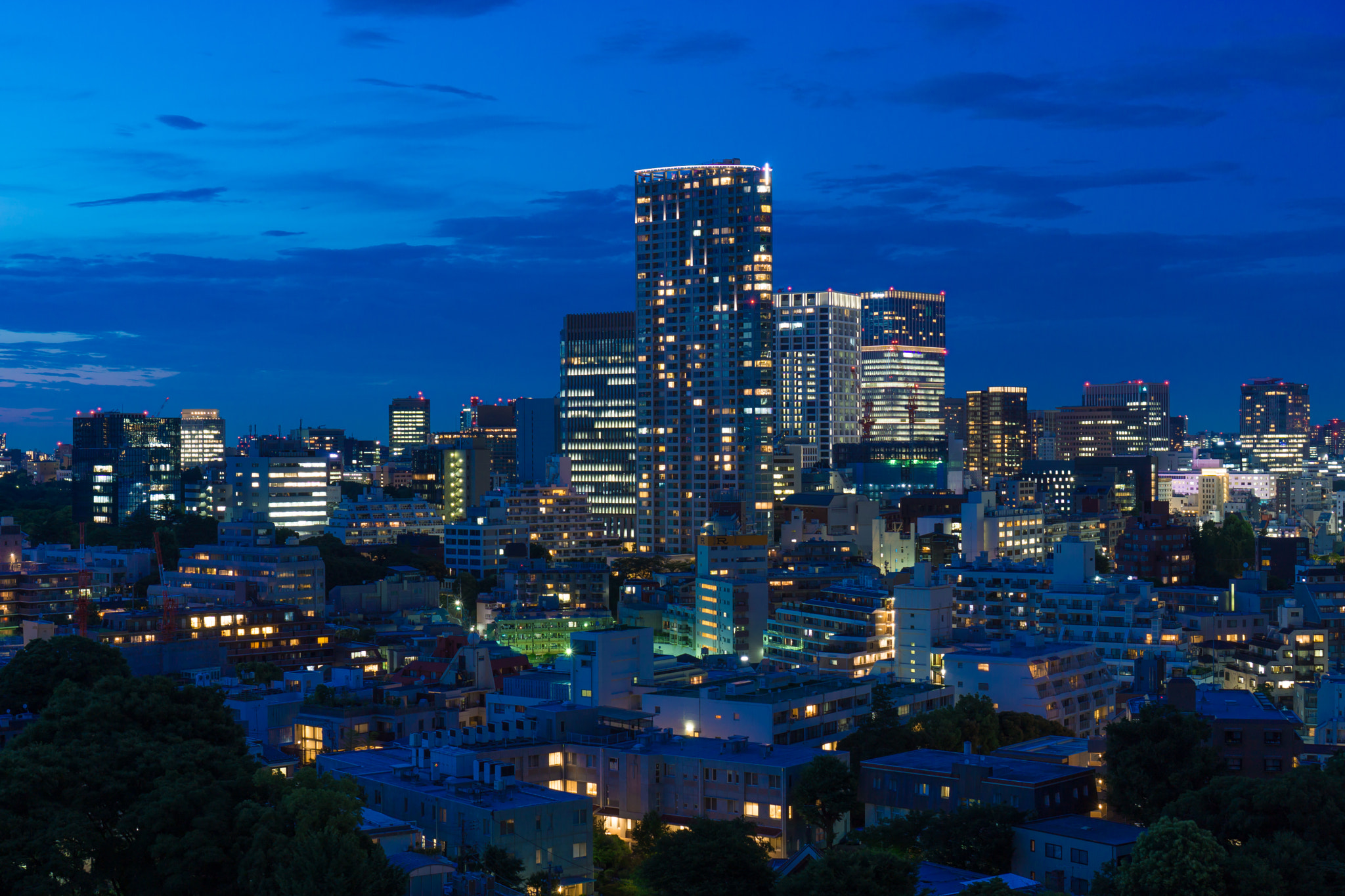
赤坂の街並み

赤坂（あかさか）は、東京都港区の町名。オフィスビルや商業施設が集中し、隣接する虎ノ門や六本木などと共にビジネス街・繁華街となっている。また、高級マンションなどが立ち並ぶ高級住宅街でもある。現行行政地名は赤坂一丁目から赤坂九丁目。住居表示実施済区域。
赤坂地区（あかさかちく）は、東京都港区北西部の区域である。（赤坂 (東京都港区)#赤坂地区および赤坂区#地理を参照）

## 概要
旧赤坂区の東端に位置し、南で六本木、北で元赤坂、西で南青山、南東で虎ノ門、千代田区 （北東で永田町・東で霞が関）との区境に当たる。江戸時代には有力大名の武家屋敷があった場所で、明治維新以降は政府高官や軍人、財界人などの邸宅街として発展した。また、かつて軍人や政治家・官僚の接待利用が多かったことから花街として栄え、最盛期には400人もの芸者が活躍していた。規模は大幅に縮小したものの、現在も東京六花街の一つとして存続している。
永田町と隣接している地下鉄の赤坂見附駅周辺は骨董品店やホテルなどが多い。また国会議事堂や首相官邸などからほど近いことから料亭が立ち並んでいる。地下鉄の赤坂駅前には、TBSホールディングスが再開発した「赤坂サカス」とTBSの本社ビル（TBS放送センター）があり、全国的に知名度も高い。
東京ミッドタウンや檜町公園などが所在する赤坂9丁目は都営地下鉄大江戸線の六本木駅に至近であり、一般的には六本木エリアとして認識されている。

## 地価
住宅地の地価は、2025年（令和7年）1月1日の公示地価によれば、赤坂1-14-11の地点で590万円/m2、赤坂4-11-18の地点で167万円/m2、赤坂6-19-23の地点で339万円/m2、赤坂8-2-17の地点で260万円/m2となっている。
また、商業地の地価は、赤坂2-2-17の地点で1060万円/m2、赤坂3-10-1の地点で710万円/m2となっている。

## 歴史
地名の由来は、紀伊国坂と赤土が多い土壌に幾多の坂があることの二説ある。
紀伊国坂説はまた、この赤坂の地は古くは『茜坂』と呼ばれていて、その名の通り茜草が群生していた赤根山へ上る坂（現在の紀伊国坂）を茜坂と呼んでいたのが赤坂に転訛したというものと、染物屋が坂に赤い絹を干したことからの二説がある。
1567年に人継村（ひとつぎむら）が開拓される。
赤坂の地名は中世以前には見られず、江戸時代初期に発祥したと考えられ、現在の元赤坂付近に町屋、武家屋敷が造られたのを皮切りに次第に市街化していくが、寛永年間に建てられた江戸城の門が地元の小字から「赤坂御門」と呼ばれるようになり、ここから赤坂が一帯の地名になったと考えられている。
明治時代に入り、1878年の郡区町村編制法により、この地区は東京15区の一つ、赤坂区の一部となった（港区の前身。その範囲はおおむね港区の北-西部。今日「赤坂」あるいは「青山」を町名に含む地区）。かつて、多くの大名屋敷や旗本屋敷が存在した高台の地域は官吏や軍人、ブルジョワ家庭からなる都心部有数の山の手の邸宅街へと発展。それらの地域以外は庶民の住宅街、個人商店、高級料亭、旅館などが密生していった。国会議事堂や首相官邸が位置する永田町（千代田区）とも隣接している。
1950年代後半から1980年頃までの赤坂は銀座と並ぶ高級な繁華街として栄華を極め、高級料亭、キャバレー、ナイトクラブ、ゴーゴークラブなどが多く集まっていた。欧米諸国の企業および大使館の駐在員や同じく欧米諸国のスチュワーデスが常宿していた高級ホテルが至近だったこと、そして当時の東京と周辺には米軍住宅が多かったこと、さらに1USドル＝360〜310円だったこともあいまって外堀通りを挟んだ永田町2丁目を含めレストランシアターのミカド、ナイトクラブのコパカバーナ、ニューラテンクォーター、中華料理の山王飯店、ロシア料理のマノス、ゴーゴークラブのムゲン、ビブロスなどには外国人客が多かった。また、アマンドやトップス&サクソンにはTBSやレコード会社に出入りする芸能人、ファッションモデル、文化人などが多く、街は華やかさを呈していた。
1966年には住居表示が実施され、赤坂一丁目から赤坂九丁目、元赤坂一丁目・元赤坂二丁目が成立し、1967年には赤坂葵町が虎ノ門二丁目となった。
2004年、東京メトロ千代田線赤坂駅前の赤坂5丁目地区において、TBSホールディングス（旧・東京放送）や三井不動産が中心となって都市再開発が行われ、赤坂サカスと呼ばれる複合商業施設が誕生した。TBS放送センターにはキー局のTBSテレビやTBSラジオの本社が所在している。なお、放送業界で単に「赤坂」と言った場合はTBSテレビ・ラジオを指す。

## 治安対策
2012年、東京都は赤坂二丁目、三丁目、四三丁目、五丁目および六丁目を都迷惑防止条例に基づき、客引きやスカウトのみならず、それらを行うために待機する行為なども禁止する区域に指定した。
2019年10月1日、赤坂二丁目から三丁目が暴力団排除特別強化地域に指定される。地域内では暴力団と飲食店等との間で、みかじめ料のやりとりや便宜供与などが禁止され、違反者は支払った側であっても懲役1年以下または罰金50万円以下の罰則が科されるようになった。

## 町名の変遷
| 実施後     | 実施年月日   | 実施前（特記なければ各町丁ともその一部） |
| ---------- | ------------ | --- |
| 赤坂一丁目 | 1966年7月1日 | 赤坂溜池町、赤坂田町七丁目、赤坂榎坂町、赤坂霊南坂町 |
| 赤坂二丁目 | 1966年7月1日 | 赤坂溜池町、赤坂田町五丁目（全域）、赤坂田町六丁目（全域）、赤坂田町七丁目、赤坂新町三丁目、赤坂福吉町、麻布谷町                                               |
| 赤坂三丁目 | 1966年7月1日 | 赤坂田町一丁目（全域）、赤坂田町二丁目（全域）、赤坂田町三丁目（全域）、赤坂田町四丁目（全域）、赤坂新町一丁目（全域）、赤坂新町二丁目（全域）、赤坂新町三丁目 |
| 赤坂四丁目 | 1966年7月1日 | 赤坂表町二丁目、赤坂表町三丁目、赤坂一ツ木町、赤坂丹後町（全域）                                                                                               |
| 赤坂五丁目 | 1966年7月1日 | 赤坂新町三丁目、赤坂新町四丁目（全域）、赤坂一ツ木町 |
| 赤坂六丁目 | 1966年7月1日 | 赤坂新町五丁目、赤坂中ノ町（全域）、赤坂氷川町（全域）、赤坂福吉町                                                                                             |
| 赤坂七丁目 | 1966年7月1日 | 赤坂表町三丁目、赤坂台町（全域）、赤坂新町五丁目 |
| 赤坂八丁目 | 1966年7月1日 | 赤坂表町四丁目（全域）、赤坂新坂町、赤坂檜町 |
| 赤坂九丁目 | 1966年7月1日 | 赤坂檜町 |

### 消滅した町名
「赤坂」とつく町名である元赤坂一丁目・二丁目と赤坂一丁目〜九丁目は、1966年の住居表示実施により誕生した。これにより、この地に古くから続いていた町名が失われることになった。現在「赤坂」とつく町域を構成していた旧町名（港区発足直前の町名）を以下に全て挙げる。
なお、港区が誕生した1947年、旧赤坂区の町名には全て「赤坂」を冠する町名変更が行われた（例：一ツ木町→赤坂一ツ木町、青山権田原町→赤坂青山権田原町、など。元赤坂町など一部例外あり）。この「赤坂」を冠する町名（以下のカッコ内の町名）は、住居表示実施まで続いた。
- 葵町（赤坂葵町）
- 青山権田原町（赤坂青山権田原町）
- 青山六軒町（赤坂青山六軒町）
- 一ツ木町（赤坂一ツ木町）
- 榎坂町（赤坂榎坂町）
- 表町（赤坂表町）
- 新町（赤坂新町）
- 新坂町（赤坂新坂町）
- 台町（赤坂台町）
- 田町（赤坂田町）

- 溜池町（赤坂溜池町）
- 丹後町（赤坂丹後町）
- 伝馬町（赤坂伝馬町）
- 中ノ町（赤坂中ノ町）
- 氷川町（赤坂氷川町）
- 桧町（赤坂桧町）
- 福吉町（赤坂福吉町）
- 元赤坂町
- 霊南坂町（赤坂霊南坂町）

#### 溜池町

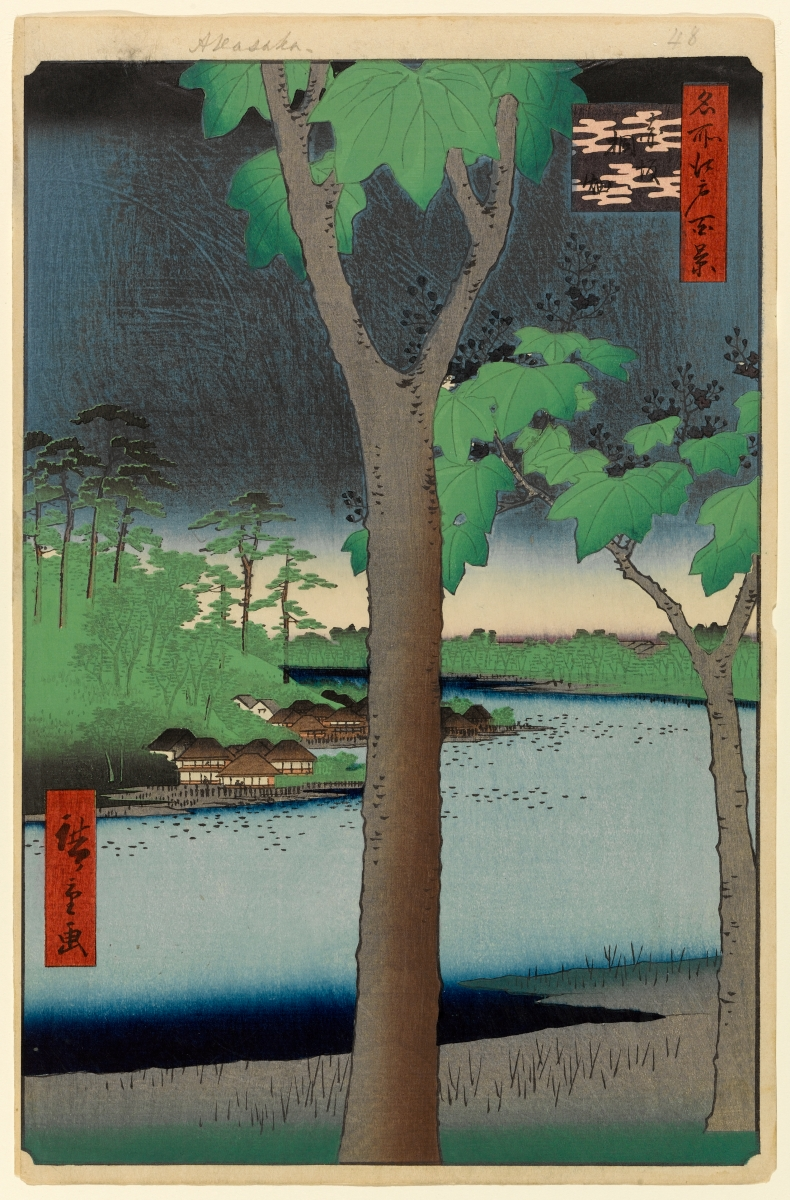
広重「名所江戸百景」に描かれた江戸末期の溜池。対岸に山王社の森を望む。題にある『赤坂桐畑』は、赤坂田町6丁目辺り。桐は、溜池の補強のために成長が早い木として植えられていた。

溜池は江戸城外濠の一部を構成していた。元々水の湧く所であり、堤を作り水を溜めるようにしたためこの名がある。その形から別名ひょうたん池とも呼ばれた。神田上水、玉川上水が整備されるまではこの溜池の水を上水として利用していた。堤に印の榎を植えたため、現在赤坂ツインタワーから駐日アメリカ合衆国大使館に上る坂道は榎坂と呼ばれる。
宝永年間より断続的に埋め立てられた。明治21年に完全に埋め立てられて溜池町となった。
昭和初期から昭和40年代にかけてはこの周辺に輸入外車の販売店が集積するようになり、自動車街と呼ばれるようになった。溜池交差点から山王下までだけでも日本自動車（フィアット、アウディ、アメリカン・モーターズ）・三和自動車（パッカード、ポルシェ）、東邦モーターズ（オペル、オールズモビル）、日英自動車（MGやポンティアック）、安全自動車（ダッジ）、国際自動車商事（ランチア）、八洲自動車（クライスラー）などが軒を連ねていた。輸入車は当時の平均的日本人の生活水準からは極めて高価な存在で、購入するなど思いもつかなかった当時のカーマニアたちはカメラ片手に散策を楽しんだ。しかし、昭和50年代以降はオフィスビル化が進み、今は当時の面影を殆ど残していない。
1966年の住居表示実施に伴う町丁名変更により赤坂一丁目と赤坂二丁目が誕生し、溜池町は消滅。今日、溜池交差点や東京地下鉄溜池山王駅、都営バス（都01系統）溜池停留所などに名を残している。

#### 一ツ木町
江戸時代には町奉行を務めた大岡忠相の屋敷があった。大岡邸内にあった豊川稲荷は現在も残り、盗難よけの御利益があるとされ信仰を集めている。戦前には近衛歩兵第二旅団司令部、同歩兵第三連隊があり軍隊の街であった。1955年にラジオ東京（現：TBSホールディングス）が一ツ木町に局舎を建設した（当初はテレビ部門のみ入居し、1962年に有楽町にあったラジオ部門も赤坂に移転してきた）。歴史の項にもあるように江戸時代以前からの地名（人継→一ツ木）であったが、1966年の住居表示実施に伴う町名変更により赤坂四丁目と赤坂五丁目が誕生し、一ツ木町は消滅した。一ツ木通りに名を残す。

#### 赤坂表町

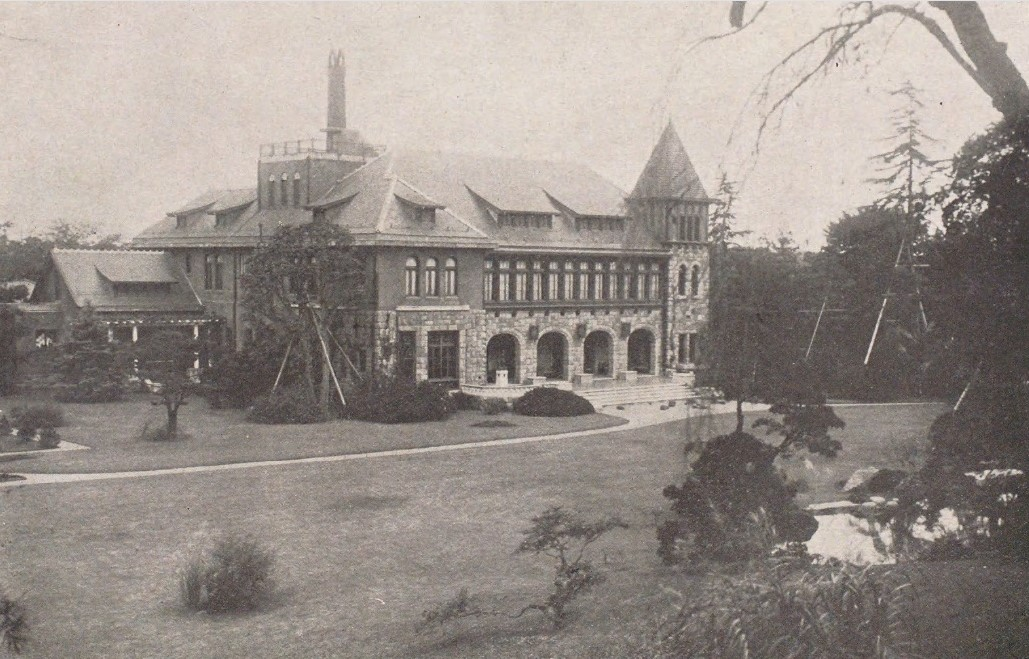
赤坂表町の秩父宮邸

寛永13年 (1636) に家康入国以来、よく務めを果たしたとして南伝馬町の伝馬役3名に褒美として与えられた土地で、初めは赤坂新伝馬町と称し、その後表通りが表伝馬町、裏通りが裏伝馬町となり、明治5年 (1872) に赤坂表1～4丁目、同44年 (1911) に赤坂表町1〜4丁目となった。明治時代には、1・2丁目の東半分の表通りは商店街として賑わい、3・4丁目は旧武家屋敷であり官公庁や華族などの邸宅地となった。1966年に1丁目が元赤坂1丁目に、2丁目が元赤坂1丁目と赤坂4丁目に、3丁目が赤坂4・7丁目に、4丁目が赤坂8丁目に編入された。

#### 赤坂田町
赤坂田町は古くは湿地帯で、その後田畑が発達したことから田町と命名された。家康入府以来の功により南伝馬町の御馬役に大縄地として賜り、島原の乱の翌1638年に町屋を取り立て、城中の御能の拝見を許され、その際に酒菓を頂戴する特権も許された。1760年（宝暦10年）には紺屋の物干場が設けられ、1817年（文化10年）には床店が見られ、低廉客向けの岡場所も出来て人気を集めた。明治時代には1～4丁目（現：赤坂3丁目）は赤坂花柳界の中心地として賑わった。1966年に赤坂田町1～7丁目が赤坂1～3丁目に変更された。外堀通りとみすじ通りの間を平行に走る650mの通りは「赤坂田町通り」と旧町名を残して呼ばれ、繁華街として賑わっていたが、1970年代に高級料亭がなくなると荒れた雰囲気となり、暴力団が関係する風俗店や飲食店、韓国系のビル所有者やテナント料飲店が入居し、「ヤッカン通り」とも呼ばれるようになった。その後道路整備工事が行われ、現在は「エスプラナード赤坂通り」という商店街になっている。

1973年の赤坂見附立体交差点付近
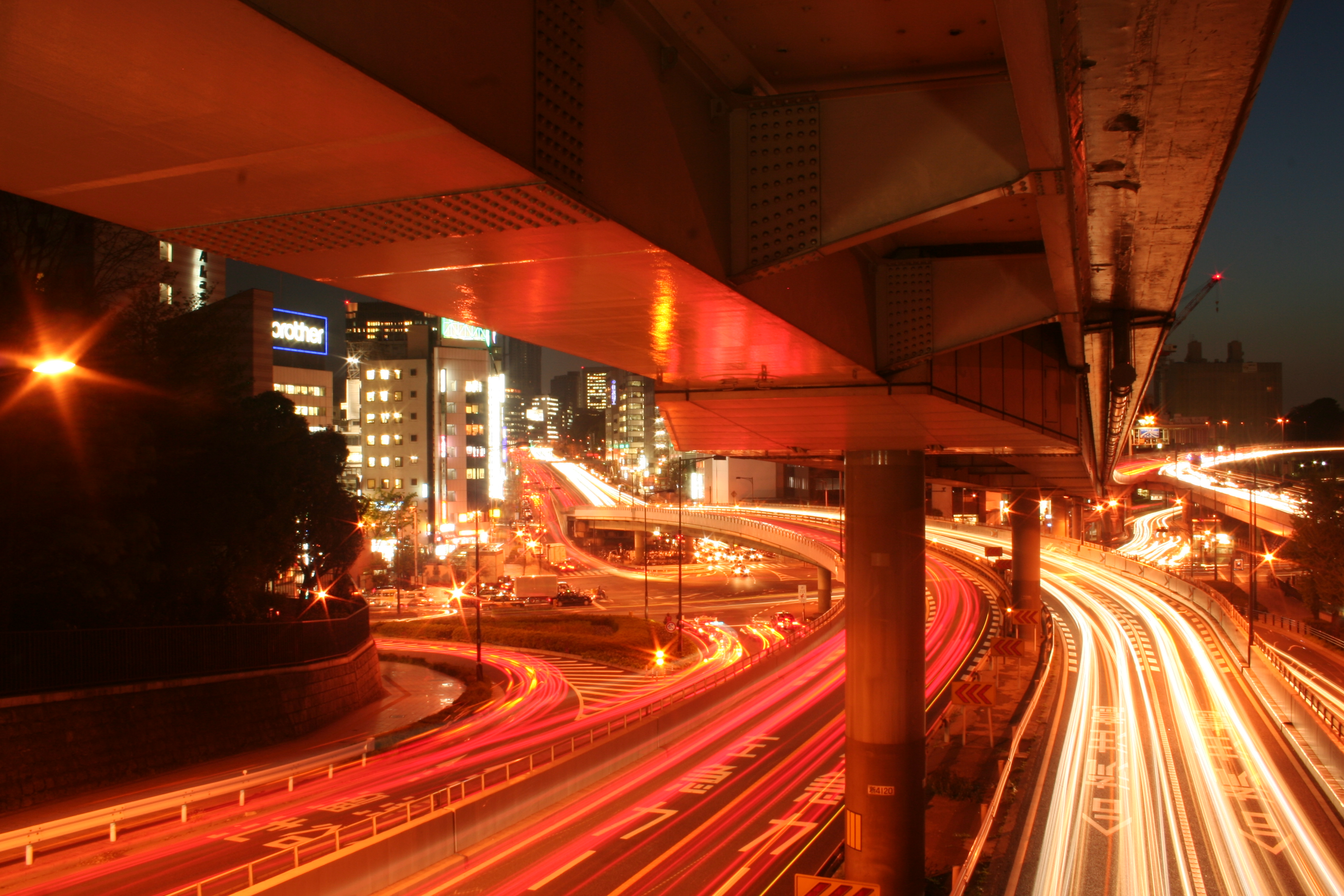
永田町から赤坂見附立体交差を見る
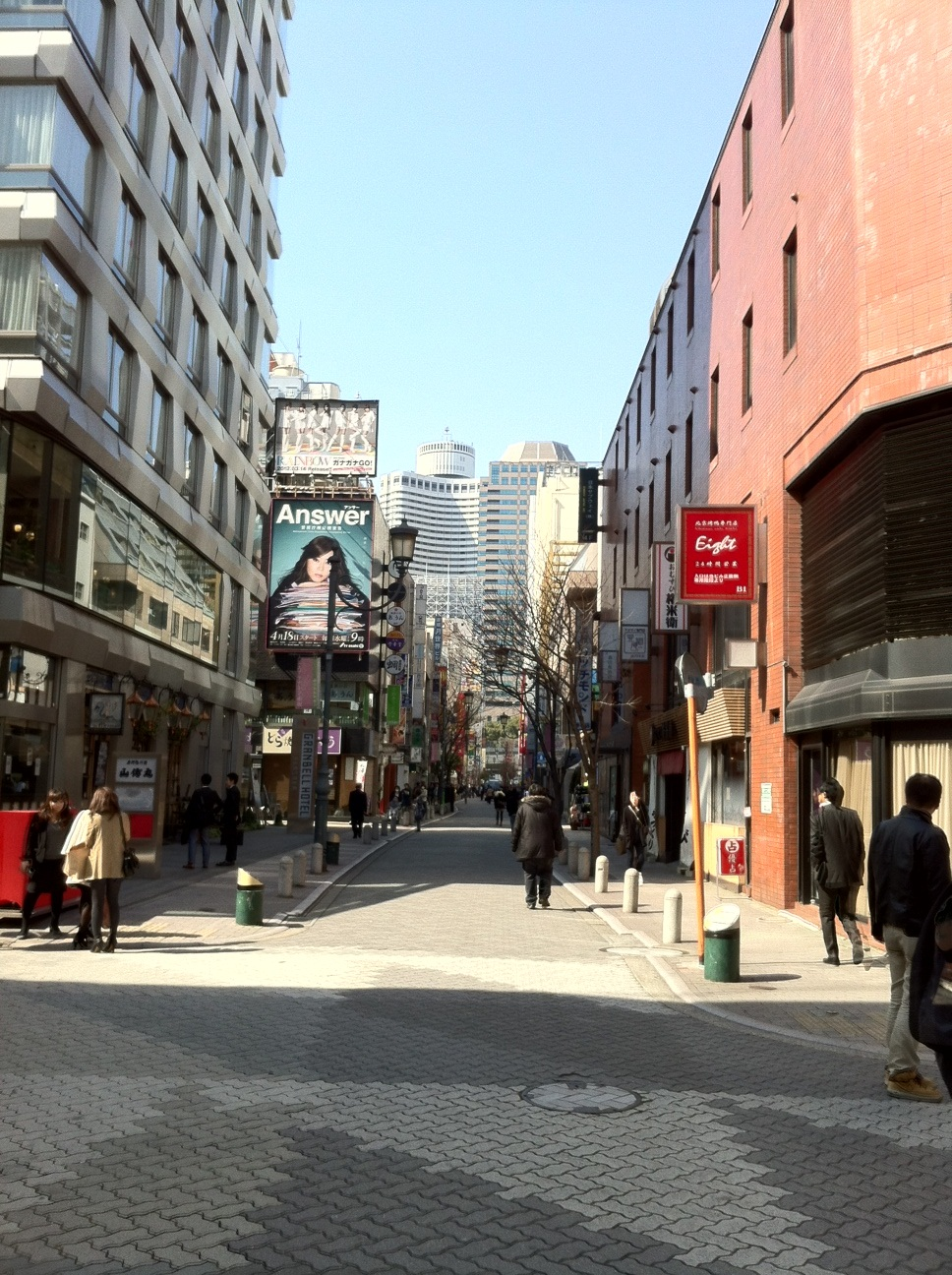
一ツ木通り
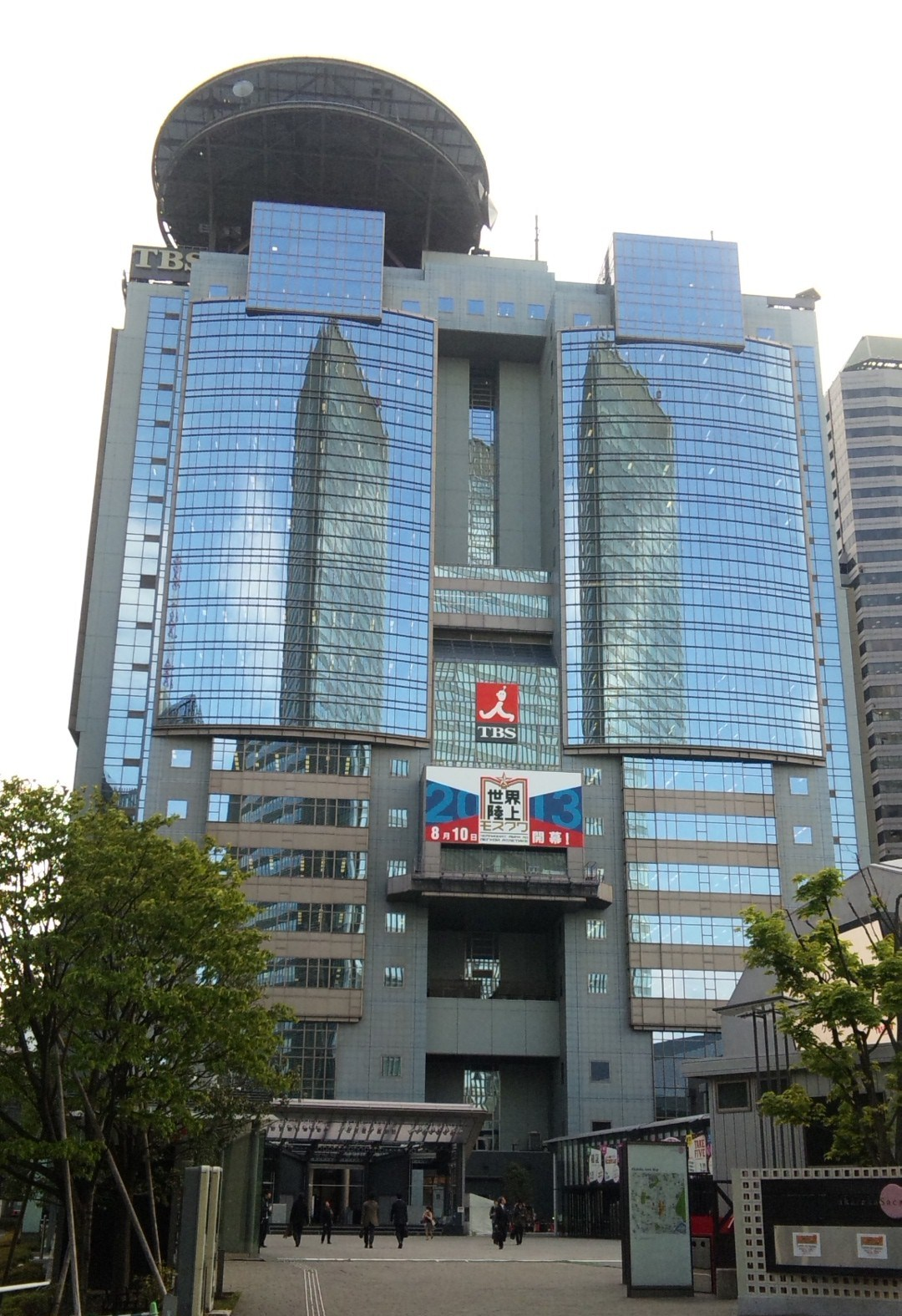
TBS放送センター

## 世帯数と人口
2025年（令和7年）4月1日現在（港区発表）の世帯数と人口は以下の通りである。
| 丁目       | 世帯数     | 人口     |
| ---------- | ---------- | -------- |
| 赤坂一丁目 | 288世帯    | 604人    |
| 赤坂二丁目 | 2,132世帯  | 2,996人  |
| 赤坂三丁目 | 182世帯    | 247人    |
| 赤坂四丁目 | 1,480世帯  | 2,409人  |
| 赤坂五丁目 | 507世帯    | 898人    |
| 赤坂六丁目 | 2,511世帯  | 3,999人  |
| 赤坂七丁目 | 1,541世帯  | 2,531人  |
| 赤坂八丁目 | 1,730世帯  | 3,236人  |
| 赤坂九丁目 | 1,484世帯  | 2,229人  |
| 計         | 11,855世帯 | 19,149人 |

### 人口の変遷
国勢調査による人口の推移。
| 年                 | 人口   |
| ------------------ | ------ |
| 1995年（平成7年）  | 8,871  |
| 2000年（平成12年） | 10,046 |
| 2005年（平成17年） | 12,481 |
| 2010年（平成22年） | 14,191 |
| 2015年（平成27年） | 17,749 |
| 2020年（令和2年）  | 18,659 |

### 世帯数の変遷
国勢調査による世帯数の推移。
| 年                 | 世帯数 |
| ------------------ | ------ |
| 1995年（平成7年）  | 4,147  |
| 2000年（平成12年） | 5,590  |
| 2005年（平成17年） | 7,622  |
| 2010年（平成22年） | 8,237  |
| 2015年（平成27年） | 10,136 |
| 2020年（令和2年）  | 11,024 |

## 教育

### 学区
区立小・中学校に通う場合、学区は以下の通りとなる（2022年4月現在）。
- 区域 : 一丁目、二丁目、三丁目、四丁目、五丁目、六丁目、七丁目、八丁目、九丁目　各全域
  - 小学校 : 港区立赤坂小学校
  - 中学校 : 港区立赤坂中学校

### 教育機関
かつて日本大学第三高校がTBS赤坂サカスや国際新赤坂ビル周辺界隈にあったが、1976年に町田に移転。都立赤坂高校は赤坂で創立されたが1957年に青山霊園傍の南青山に移転し2009年に閉校した。また、外堀通りに面して隣接する永田町には1929年以来都立日比谷高校が所在する。
大学機関
- 国際医療福祉大学

高等学校
- 山脇学園高等学校

中学校
- 山脇学園中学校
- 港区立赤坂中学校

小学校
- 港区立赤坂小学校

幼稚園
- 港区立中之町幼稚園

## 交通

### 鉄道
- 東京地下鉄 赤坂駅（○千代田線）
- 東京地下鉄 赤坂見附駅（○銀座線、○丸ノ内線）
- 都営地下鉄 六本木駅（○大江戸線）
- 東京地下鉄 溜池山王駅（○銀座線、○南北線）- 出入口が設けられている。（所在地：永田町）
- 東京地下鉄 永田町駅（○南北線、○有楽町線、○半蔵門線）- 出入口が設けられている。（所在地：永田町）
- 東京地下鉄 乃木坂駅（○千代田線）- 出入口が設けられている。（所在地：南青山）

### 路線バス
- 都営バス
  - 都01 溜池
  - 深夜01 溜池
- ちぃばす（コミュニティバス）
  - 赤坂ルート 赤坂小前、赤坂五丁目交番前、赤坂駅前、山王下、赤坂見附駅、豊川稲荷前、赤坂地区総合支所前、赤坂八丁目、山王病院前、乃木公園、赤坂六丁目

### 道路
- 東京都道319号環状三号線（環状三号線・外苑東通り）
- 東京都道405号外濠環状線（外堀通り）
- 東京都道412号霞ヶ関渋谷線
- 東京都道413号赤坂杉並線（一ツ木通り・赤坂通り）
- 九郎九坂
- 首都高速道路・出入口
  - 首都高速都心環状線

## 事業所
2021年（令和3年）現在の経済センサス調査による事業所数と従業員数は以下の通りである。
| 丁目       | 事業所数    | 従業員数  |
| ---------- | ----------- | --------- |
| 赤坂一丁目 | 627事業所   | 38,902人  |
| 赤坂二丁目 | 1,150事業所 | 23,256人  |
| 赤坂三丁目 | 800事業所   | 13,609人  |
| 赤坂四丁目 | 481事業所   | 10,802人  |
| 赤坂五丁目 | 295事業所   | 15,060人  |
| 赤坂六丁目 | 424事業所   | 6,297人   |
| 赤坂七丁目 | 398事業所   | 7,835人   |
| 赤坂八丁目 | 297事業所   | 10,840人  |
| 赤坂九丁目 | 396事業所   | 12,664人  |
| 計         | 4,868事業所 | 139,265人 |

### 事業者数の変遷
経済センサスによる事業所数の推移。
| 年                 | 事業者数 |
| ------------------ | -------- |
| 2016年（平成28年） | 4,183    |
| 2021年（令和3年）  | 4,868    |

### 従業員数の変遷
経済センサスによる従業員数の推移。
| 年                 | 従業員数 |
| ------------------ | -------- |
| 2016年（平成28年） | 117,646  |
| 2021年（令和3年）  | 139,265  |

## 施設

### 公園
- 高橋是清翁記念公園 - 初代の赤坂区役所跡に当たる。
- 檜町公園
- 乃木公園

### 公共
- 港区役所赤坂地区総合支所
  - 港区赤坂区民センター
  - みなと保健所保健サービスセンター
- 赤坂警察署

### 企業・法人
- アイスタイル - 本社所在地・アーク森ビル内
- アクセンチュア、アクセンチュア・テクノロジー・ソリューションズ - 日本法人本社所在地・赤坂インターシティ内
- アパグループ - 本社所在地
- INPEX - 本社所在地・赤坂Bizタワー内
- エスカーダジャパン - 日本法人本社所在地
- エピックレコードジャパン (EPIC) - 本社所在地（SMEグループ、現在はソニー・ミュージックレーベルズ（本社は千代田区六番町）の一部門）
- MBSメディアホールディングス - 東京支社・赤坂Bizタワー内（MBSグループ）
  - 毎日放送（MBSテレビ） - 東京支社（MBSグループ）
  - MBSラジオ - 東京支社（MBSグループ）
- キューンミュージック (Ki/oon) - 本社所在地（SMEグループ、現在はソニー・ミュージックレーベルズ（本社は千代田区六番町）の一部門）
- 極洋 - 本社所在地
- 小松製作所（コマツ） - 本社所在地
- サンヨー食品 - 本社所在地
- スカパーJSAT - 本社所在地
- 一般財団法人草月会 - 赤坂草月ホール（草月会館）にあるいけばな草月流本部
- ソニー・ミュージックジャパンインターナショナル - 本社所在地（SMEグループ、現在はソニー・ミュージックレーベルズ（本社は千代田区六番町）の一部門）
- ツムラ - 本社所在地・赤坂シグマタワービル内
- 東急エージェンシー - 本社所在地
- 東京エレクトロン - 本社所在地・赤坂Bizタワー内
- 東京スター銀行 - 本店所在地
- TBSホールディングス - 本社所在地（TBSグループ）・TBS放送センター（赤坂サカス）
  - TBSテレビ - 本社所在地（TBSグループ）
  - TBSラジオ - 本社所在地（TBSグループ）
  - BS-TBS - 本社所在地（TBSグループ）
- 東北新社 - 本社所在地
- トムソン・ロイター - 日本法人・赤坂Bizタワー内
- 虎屋（とらや） - 本社所在地
- 日鉄興和不動産 - 本社所在地・ 赤坂インターシティAIR
- 日本マスタートラスト信託銀行 - 本社所在地・ 赤坂インターシティAIR
- 日本サブウェイ - 本社所在地・赤坂フローラルプラザビル内 （サントリーグループ）
- 日本貿易振興機構 (JETRO) - 本部所在地
- バーニングプロダクション - 本社所在地
- 博報堂DYホールディングス - 本社所在地・赤坂Bizタワー内
- ハラヤミュージックエンタープライズ - 本社所在地
- BMB - 本社所在地
- 富士フイルムビジネスイノベーション - 本社所在地・東京ミッドタウン
- ユニバーサルミュージック  - 本社所在地
  - EMIミュージック・ジャパン - 本社所在地・赤坂Bizタワー内（現在はユニバーサルミュージック本社赤坂オフィス）
- ファーストリテイリング - 本社所在地・ミッドタウンタワー内
- マネジメントソリューションズ - 本社所在地・ミッドタウンタワー内
- UUUM - 本社所在地・ミッドタウンタワー内
- WOWOW - 本社所在地・赤坂パークビル内
- 幸福実現党 - 本部所在地・ユートピア活動推進館内
- れいわ新選組 - 本部所在地・赤坂光映ビル内

### 商業施設
- ピカソ 赤坂店

### 観光
- 赤坂サカス
- 赤坂ACTシアター - 赤坂サカス内
- 赤坂Bizタワー - 赤坂サカス内
- 赤坂BLITZ - 赤坂サカス内

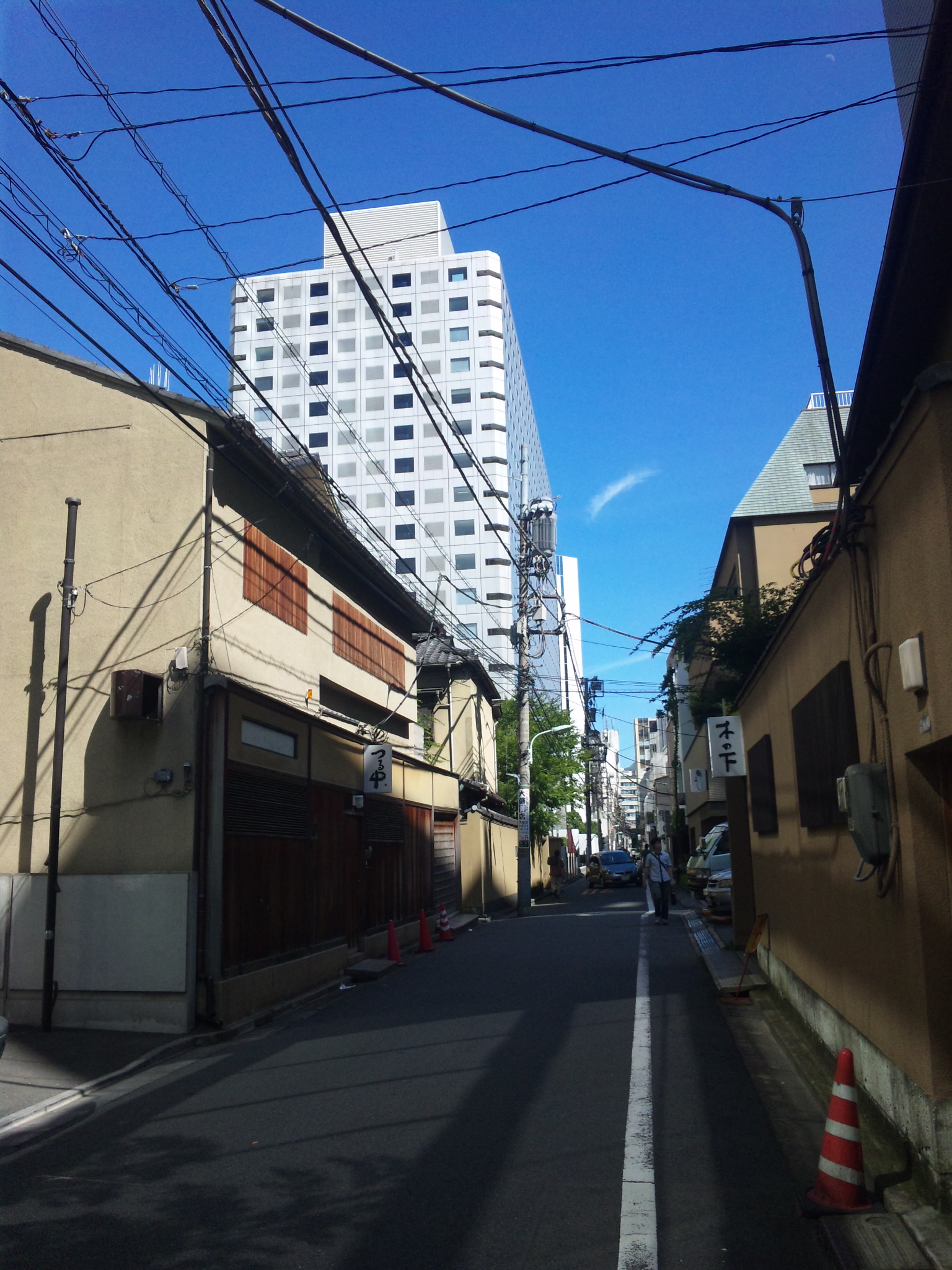
赤坂（花街）、奥は国際赤坂ビル

- 東京ミッドタウン - 旧防衛庁・檜町駐屯地跡地
- サントリー美術館 - 東京ミッドタウン内
- 赤坂 (花街)

### 寺社
- 氷川神社
- 乃木神社
- 常国寺
- 威徳寺
- 圓通寺
- 種徳寺
- 浄土寺
- 専福寺
- 報土寺

### 大使館
- アメリカ合衆国大使館 - 赤坂1-10-5
- アルメニア大使館 - 赤坂1-11-36 レジデンスバイカウンテス230号室
- バーレーン大使館 - 赤坂1-11-36 レジデンスバイカウンテス710号室
- シリア大使館 - 赤坂6-19-45
- カナダ大使館 - 赤坂7-3-38
- レソト大使館 - 赤坂7-5-47 U&M赤坂ビル1階
- カンボジア王国大使館 - 赤坂8-6-9

## 赤坂地区
赤坂地区は東京都港区北西部の区域。旧赤坂区の範囲に当たる、赤坂総合支所（赤坂4-18-13、郵便番号：107-8516）の管轄下になる。赤坂一丁目〜九丁目、北青山一丁目〜三丁目、南青山一丁目〜七丁目、元赤坂一丁目・二丁目が属する。

## 赤坂を舞台・背景とした作品

### 楽曲
- 「コモエスタ赤坂」（歌：ロス・インディオス&シルビア、作詞：西山隆史、作曲：浅野和典）
- 「赤坂の夜は更けて」（歌：西田佐知子、作詞：鈴木道明、作曲：G.Selden）
- 「雨の赤坂」（歌：ジャッキー吉川とブルーコメッツ、角川博（カバー）、作詞：橋本淳、作曲：三原綱木）
- 「めぐり逢い赤坂」（歌：新沼謙治・松原のぶえ、作詞：杉本真人、作曲：初信之介）
- 「どうするの赤坂」（歌：山田邦子・高嶋政伸、作詞：山田邦子、作曲：高槻正裕）
- 「赤坂ブルース」（歌：美川憲一、作詞：高畠じゅん子、作曲：中川博之）

### 映画
- 赤坂の姉妹より 夜の肌（1960年、東宝/東京映画）
- 夜の手配師 すけ千人斬り（1971年、東映）
- 惑星ソラリス（1972年）未来都市のシーンに赤坂見附の立体交差が登場する。
- ゴジラvsモスラ（1992年）
- ゴジラ×モスラ×メカゴジラ 東京SOS（2003年）

### ドラマ
- ひよっこ（2017年 NHK連続テレビ小説）主人公の再就職先及び転居先が赤坂。

### バラエティ番組
- 赤坂5丁目ミニマラソン（1992年 - ）TBSテレビ系列で年2回放送の特番『オールスター感謝祭』の恒例企画。

## 関係者
著名な出身者
- 萬龍（芸妓） - 日本橋生まれ。7歳時から赤坂花街の置屋の養女となり、のちに芸妓として新橋花街の照葉と共に東京の二名妓として全国に知られた。

居住その他ゆかりある人物
- 辰巳柳太郎（俳優） - 赤坂山王病院で逝去。
- 黒川紀章（建築家）・若尾文子（女優）夫妻 - 居住

## その他

### 日本郵便
- ビル除く全域の郵便番号は、107-0052[3]である。各ビルの郵便番号は以下の通りである[33]。なお、集配局はすべて赤坂郵便局である。[34]。

| ビル名                         | 地上階    | 郵便番号           | 郵便番号       |
| ビル名                         | 地上階    | 階層ごと           | 地階・階層不明 |
| ------------------------------ | --------- | ------------------ | -------------- |
| 赤坂アークヒルズ・アーク森ビル | 1階〜37階 | 107-6001〜107-6037 | 107-6090       |
| 赤坂トラストタワー             | 1階〜36階 | 107-6401〜107-6436 | 107-6490       |
| 赤坂パークビル                 | 1階〜30階 | 107-6101〜107-6130 | 107-6190       |
| 赤坂Bizタワー                  | 1階〜39階 | 107-6301〜107-6339 | 107-6390       |
| ミッドタウン・タワー           | 1階〜45階 | 107-6201〜107-6245 | 107-6290       |

※各ビルの郵便番号は6・7ケタ目に地上階毎の郵便番号が割り振られています。（例：1階は「01」、10階は「10」）